# Rudolf Gisler

Rudolf Gisler (1990)

Rudolf Gisler (* 5. März 1942 in Betschwanden; † 1. Dezember 2004) war ein Schweizer Politiker (CVP).
Gisler war Primarlehrer und wurde 1990 als Vertreter der CVP in den hauptamtlichen Glarner Regierungsrat gewählt. 1990 bis 1996 stand er der Polizei- und Militärdirektion vor; 1996 bis 2004 der Erziehungsdirektion. Im Frühling 2004 trat er aus gesundheitlichen Gründen zurück. Vor seinem Amt als Regierungsrat war Gisler in Linthal als Gemeindepolitiker tätig und gehörte dem Glarner Landrat an. Von 1. Mai 1994 bis 3. Mai 1998 war er Landesstatthalter in Glarus; von 1998 bis 2002 Landammann.